# Anthony Herbert
Anthony Gerrard Herbert (Brisbane, 13 agosto 1966) è un ex rugbista a 15 e dirigente sportivo australiano, tre quarti centro, campione del mondo nel 1991 con gli Wallabies; da giocatore disputò anche una stagione professionistica nel rugby a 13 e dopo la fine dell'attività fu team manager dei Reds, formazione di Super Rugby del Queensland.

## Biografia
Fratello maggiore di Daniel Herbert, a sua volta campione del mondo nel 1999, esordì nella formazione di Stato del Queensland nel 1988 e la rappresentò in 67 incontri.
Nel maggio 1987 esordì in Nazionale australiana e prese parte alla I Coppa del Mondo, nel corso della quale scese in campo nell'incontro di semifinale, perso contro la Francia.
Quattro anni più tardi fu selezionato tra i convocati alla Coppa del Mondo di rugby 1991 nel Regno Unito; in tale competizione disputò solo un incontro della fase a gironi, contro Samoa, ma si laureò campione del mondo.
Nel 1995 accettò un contratto professionistico con i South Queensland Crushers, formazione di rugby a 13.
Dopo il ritiro fu ingaggiato dai Reds, formazione professionistica del Queensland che milita in Super Rugby, come team manager; ricoprì tale incarico dal 2000 al 2004.

## Palmarès
- Coppe del mondo: 1
Australia: 1991